# Liste der Biografien/Heg
Liste der Biografien |
Portal Biografien |
Personensuche
# |
A |
B |
C |
D |
E |
F |
G |
H |
I |
J |
K |
L |
M |
N |
O |
P |
Q |
R |
S |
T |
U |
V |
W |
X |
Y |
Z |
?
 
Ha |
Hd |
He |
Hi |
Hj |
Hk |
Hl |
Hm |
Hn |
Ho |
Hr |
Hs |
Ht |
Hu |
Hv |
Hw |
Hy
 
Hea |
Heb |
Hec |
Hed |
Hee |
Hef |
Heg |
Heh |
Hei |
Hej |
Hek |
Hel |
Hem |
Hen |
Heo |
Hep |
Heq |
Her |
Hes |
Het |
Heu |
Hev |
Hew |
Hex |
Hey |
Hez
Die Liste der Biografien führt alle Personen auf, die in der deutschsprachigen Wikipedia einen Artikel haben. Dieses ist eine Teilliste mit 318 Einträgen von Personen, deren Namen mit den Buchstaben „Heg“ beginnt.

## Heg
- Heg Wei Keat, Nelson (* 1993), malaysischer Badmintonspieler

### Hega
- Hegamin, George (* 1973), US-amerikanischer Footballspieler
- Hegamin, Lucille (1894–1970), US-amerikanische Blues-Sängerin
- Hegar, Alfred (1830–1914), deutscher GynäkologeAlfred Hegar (1830–1914)

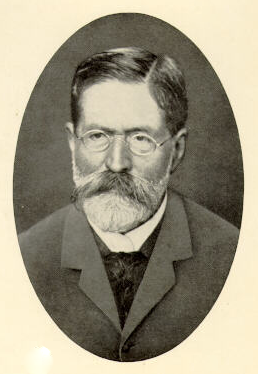
Alfred Hegar (1830–1914)

- Hegar, Friedrich (1841–1927), Schweizer Komponist, Dirigent, Musikpädagoge und Geiger
- Hegar, Johannes (1874–1929), Schweizer Cellist
- Hegar, Peter (1882–1946), Schweizer Opernsänger (Bassbariton)
- Hegarth, Alexander (1923–1984), deutscher Schauspieler
- Hegarty, Emily (* 1998), irische Ruderin
- Hegarty, Frank (1892–1944), britischer Langstreckenläufer
- Hegarty, Patrick (1926–2002), irischer Politiker (Fine Gael), MdEP
- Hegarty, Séamus (1940–2019), irischer Geistlicher, Bischof von Derry
- Hegarty, Tim, US-amerikanischer Jazzmusiker
- Hegasy, Sonja (* 1967), deutsche Islamwissenschaftlerin und Vizedirektorin des „Zentrums Moderner Orient“
- Hegazi, Sameh Talaat Hassan (* 1987), bahrainischer Eishockeyspieler
- Hegazi, Sarah (1989–2020), ägyptische LGBT-Aktivistin
- Hegazy, Ahmed (1939–2021), ägyptisch-deutscher Galeniker
- Hegazy, Ahmed (* 1991), ägyptischer FußballspielerAhmed Hegazy (* 1991)

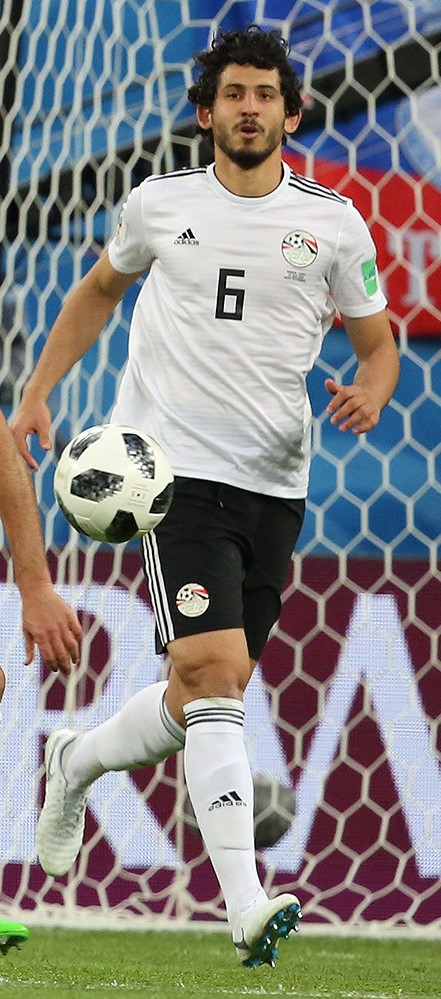
Ahmed Hegazy (* 1991)

- Hegazy, Mohammed (* 1982), ägyptischer Staatsbürger, der vom Islam zur christlichen koptischen Kirche konvertierte

### Hegd
- Hegdal, Eirik (* 1973), norwegischer Jazzmusiker (Saxophone, Klarinette)
- Hegdal, Magne (* 1944), norwegischer Komponist, Pianist und Musikkritiker
- Hegde, Ramakrishna (1926–2004), indischer Politiker

### Hege
- Hege, Albrecht (1917–2017), deutscher evangelischer Theologe
- Hege, Christian (1840–1907), deutscher Landwirt und Politiker
- Hege, Christian (1869–1943), deutscher mennonitischer Journalist und Historiker
- Hege, Hans (1885–1983), deutscher Landwirt und Politiker, MdL
- Hege, Hans (1924–2018), deutscher Allgemeinarzt und ärztlicher Standespolitiker
- Hege, Hans (* 1946), deutscher Verwaltungsjurist
- Hege, Hans-Christian (* 1954), deutscher Physiker und Informatiker
- Hege, Hans-Ulrich (1928–2021), deutscher Diplom-Landwirt, Pflanzenzüchter und Maschinenbauer
- Hege, Ulrich (* 1961), deutscher Wirtschaftswissenschaftler
- Hege, Walter (1893–1955), deutscher Fotograf, Kameramann, Maler, Regisseur und Hochschullehrer
- Hege, Willy (1907–1976), Schweizer Bildhauer
- Hege-Schöll, Almut (* 1958), deutsche Curlerin
- Hegedűs, Adrienn (* 1977), ungarische Tennisspielerin
- Hegedűs, Ágnes (* 1949), ungarische Orientierungsläuferin
- Hegedüs, Agnes (* 1964), ungarische Künstlerin
- Hegedüs, András (1922–1999), ungarischer Politiker, Ministerpräsident
- Hegedus, Chris (* 1952), US-amerikanische Dokumentarfilmerin
- Hegedűs, Csaba (* 1948), ungarischer Ringer, Trainer und Funktionär
- Hegedűs, Ferenc (1857–1909), ungarischer Politiker, Finanzminister
- Hegedűs, Ferenc (* 1959), ungarischer Fechter
- Hegedüs, Gabriela (* 1975), österreichische Schauspielerin
- Hegedüs, Géza (1912–1999), ungarischer Historiker, Schriftsteller und Hochschullehrer
- Hegedüs, Lóránt (1872–1943), ungarischer Politiker, Finanzminister
- Hegedus, Louis S. (* 1943), US-amerikanischer Chemiker
- Hegedüs, Sándor (1847–1906), ungarischer Politiker, Handelsminister
- Hegedušić, Hana (* 1976), kroatische Schauspielerin und Synchronsprecherin
- Hegeholz, Siegmund (1959–2022), deutscher Behindertensportler (Leichtathletik)
- Hegekötter, Detlef (* 1951), deutscher Fußballspieler
- Hegel, Christiane Luise (1773–1832), Frau des Bürgertums in Württemberg, Schwester von Georg Wilhelm Friedrich Hegel
- Hegel, Eduard (1911–2005), römisch-katholischer Theologe
- Hegel, Frederik Vilhelm (1817–1887), dänischer Verleger
- Hegel, Georg Wilhelm Friedrich (1770–1831), deutscher PhilosophGeorg Wilhelm Friedrich Hegel (1770–1831)

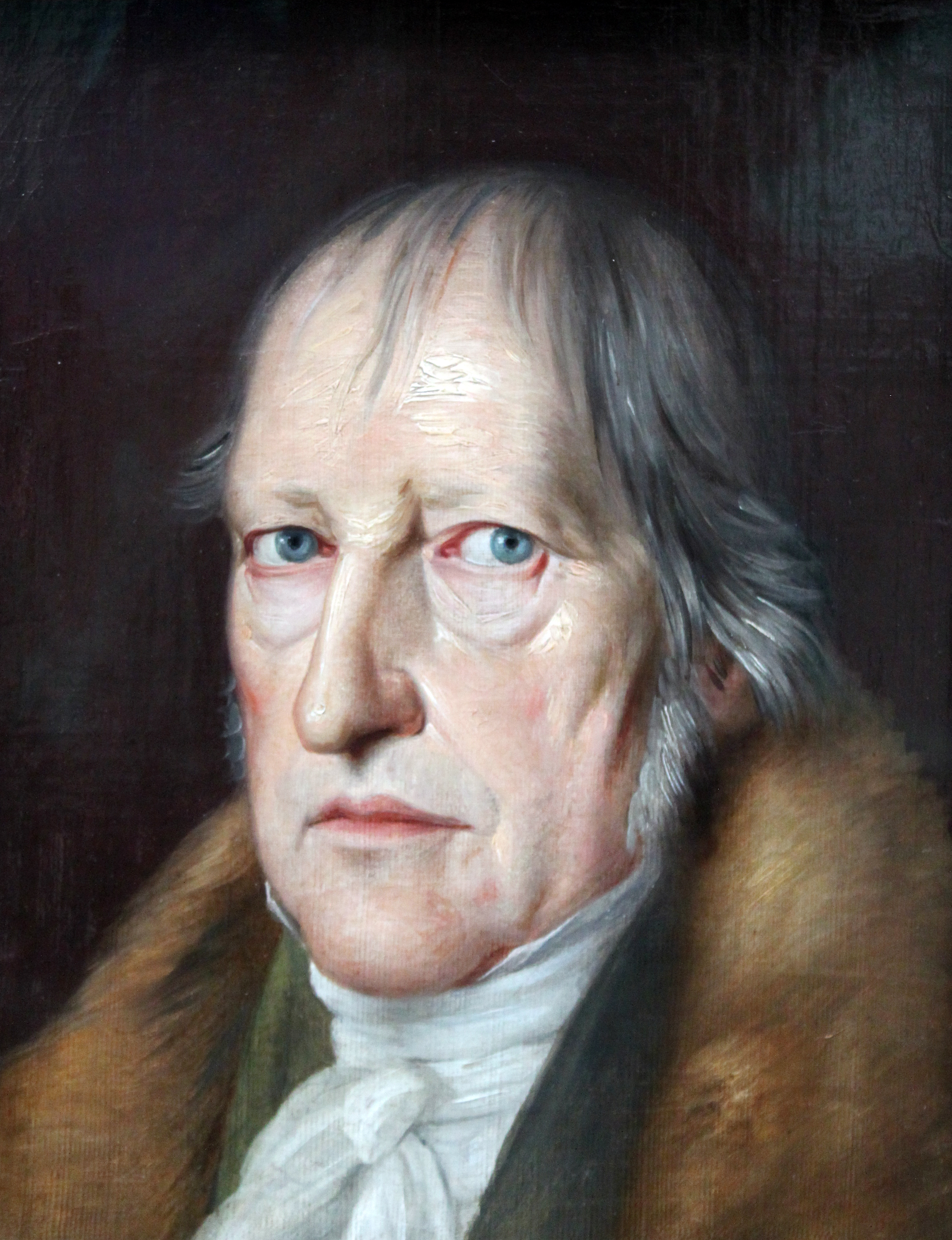
Georg Wilhelm Friedrich Hegel (1770–1831)

- Hegel, Immanuel (1814–1891), preußischer Jurist und Konsistorialpräsident
- Hegel, Johann Georg (1615–1680), lutherischer Pfarrer in Württemberg
- Hegel, Karl von (1813–1901), deutscher Historiker
- Hegel, Konstanty (1799–1876), polnischer Bildhauer und Lehrer
- Hegel, Wilhelm von (1849–1925), deutscher Regierungsbeamter und Politiker, MdR
- Hegelan, Faisal al- (1929–2019), saudi-arabischer Politiker und Diplomat
- Hegeland, Hugo (1922–2009), schwedischer Nationalökonom, Journalist, Schriftsteller und Politiker
- Hegele, Irmintraut (1936–2022), deutsche Pädagogin und Hochschullehrerin
- Hégelé, Léon (1925–2014), französischer Geistlicher, Weihbischof in Straßburg
- Hegele, Mathias (* 1978), deutscher Sportwissenschaftler und Hochschullehrer
- Hegele, Max (1873–1945), österreichischer Architekt
- Hegeler Carus, Mary (1861–1936), US-amerikanische Ingenieurin und Unternehmerin
- Hegeler, Anja (1965–2022), deutsche Schachspielerin
- Hegeler, Hartmut (* 1946), deutscher evangelischer Pfarrer und Autor
- Hegeler, Heinrich (1861–1932), deutscher Genre-, Porträt- und Landschaftsmaler der Düsseldorfer Schule
- Hegeler, Jens (* 1988), deutscher FußballspielerJens Hegeler (* 1988)

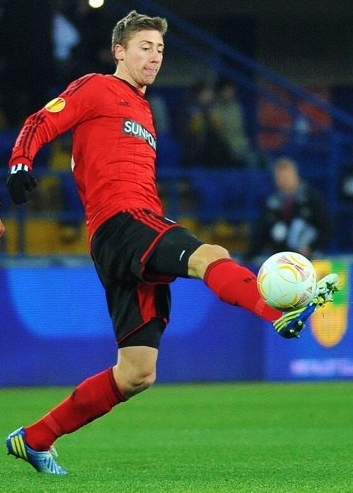
Jens Hegeler (* 1988)

- Hegeler, Wilhelm (1870–1943), deutscher Schriftsteller
- Hegelheimer, Armin (* 1937), deutscher Bildungsökonom
- Hegelich, Simon (* 1976), deutscher Politikwissenschaftler
- Hegelmaier, Christoph Friedrich (1833–1906), deutscher Botaniker
- Hegelmaier, Paul (1847–1912), Oberbürgermeister Heilbronns (1884–1904), Staatsanwalt, Stadtplaner, MdR
- Hegelmaier, Tobias Gottfried (1730–1786), deutscher evangelischer Theologe sowie Hochschullehrer und Prorektor an der Universität Tübingen
- Hegelmaier, Vanessa (* 1987), deutsches Fotomodell und Mannequin
- Hegelochos († 331 v. Chr.), Flottenkommandant Alexanders des Großen
- Hegelund, Jakob (* 1871), grönländischer Landesrat
- Hegemann, Alexandrine (1877–1926), deutsche Sozialpädagogin
- Hegemann, Carl (1949–2025), deutscher Dramaturg, Theaterschaffender und Autor
- Hegemann, Detlef (1927–2011), deutscher Unternehmer
- Hegemann, Dimitri (* 1954), deutscher Kulturmanager
- Hegemann, Erwin (1924–1999), deutscher Künstler
- Hegemann, Franz Florenz Engelbert (1846–1917), deutscher Architekt und Post-Baubeamter
- Hegemann, Frauke (* 1976), deutsche Managerin
- Hegemann, Friedrich (1836–1913), deutscher Kapitän, Walfänger und Polarforscher
- Hegemann, Gerd (1912–1999), deutscher Chirurg und Hochschullehrer
- Hegemann, Helene (* 1992), deutsche Autorin, Regisseurin und SchauspielerinHelene Hegemann (* 1992)

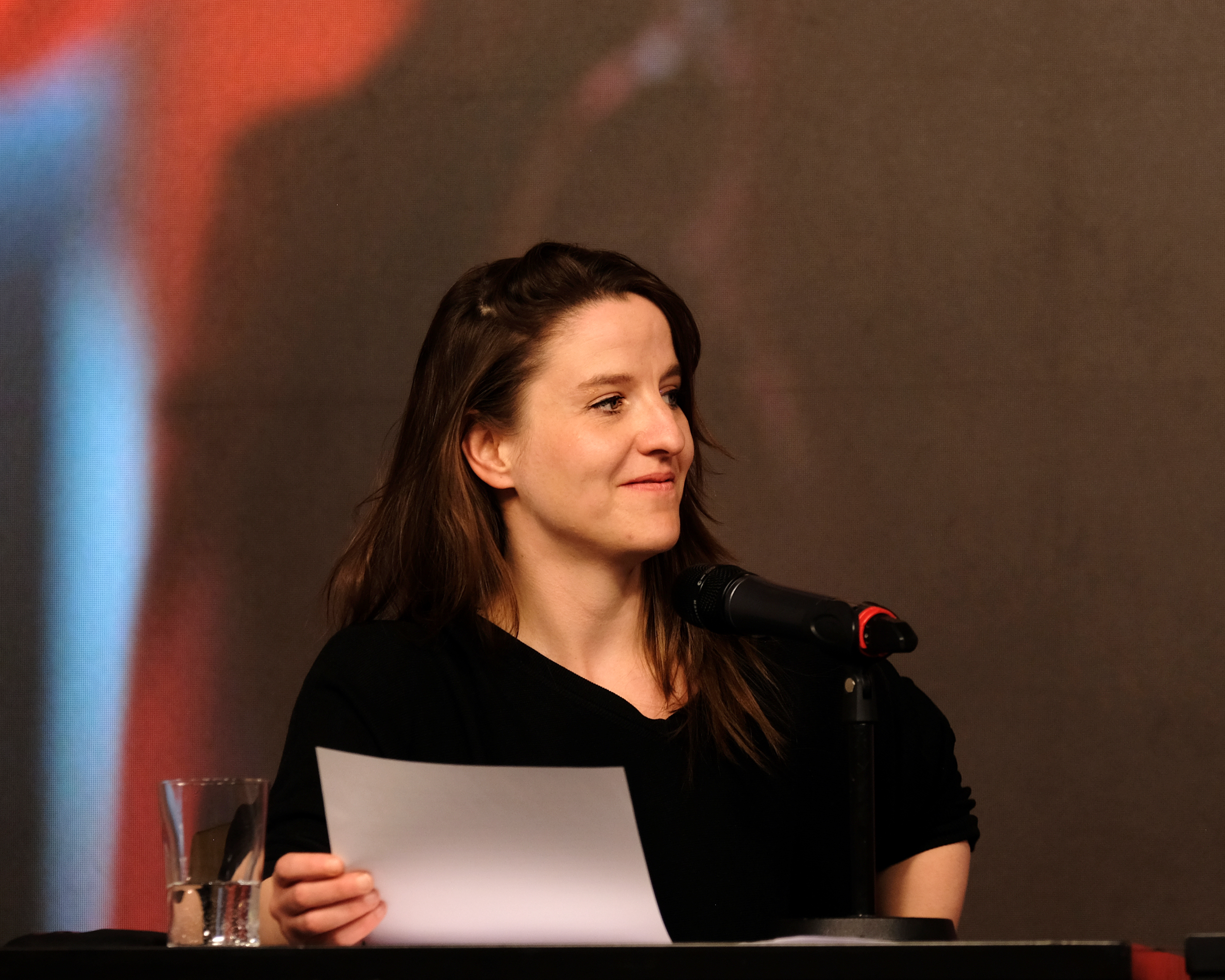
Helene Hegemann (* 1992)

- Hegemann, Ida-Sophie (* 1997), deutsche Trail- und Ultraläuferin
- Hegemann, Johannes (* 1996), deutsch-schweizerischer Schauspieler
- Hegemann, Jörg (* 1966), deutscher Boogie-Woogie-Pianist
- Hegemann, Josef (1910–1996), deutscher Maler des Informel
- Hegemann, Lothar (1947–2023), deutscher Politiker (CDU), MdL
- Hegemann, Marta (1894–1970), deutsche Graphikerin und Malerin
- Hegemann, Max (1876–1921), deutscher Gewerkschaftsfunktionär und Politiker (SPD), MdHB, Senator
- Hegemann, Michael (* 1977), deutscher Handballspieler
- Hegemann, Peter (* 1954), deutscher Biophysiker
- Hegemann, Werner (1881–1936), deutscher Stadtplaner, Architekturkritiker und politischer Schriftsteller
- Hegemeister, Wolfgang (1924–2020), deutscher Lehrer und ehemaliger Bundesleiter und Mitbegründer der Deutschen Waldjugend
- Hegemon, Peter (1512–1560), deutscher lutherischer Theologe und Reformator
- Hegen, Andrea (* 1985), deutsche Speerwerferin
- Hegen, Dieter (* 1962), deutscher Eishockeyspieler und -trainer
- Hegen, Gerhard (* 1959), deutscher Eishockeytorwart
- Hegen, Hannes (1925–2014), deutscher Grafiker und ComiczeichnerHannes Hegen (1925–2014)

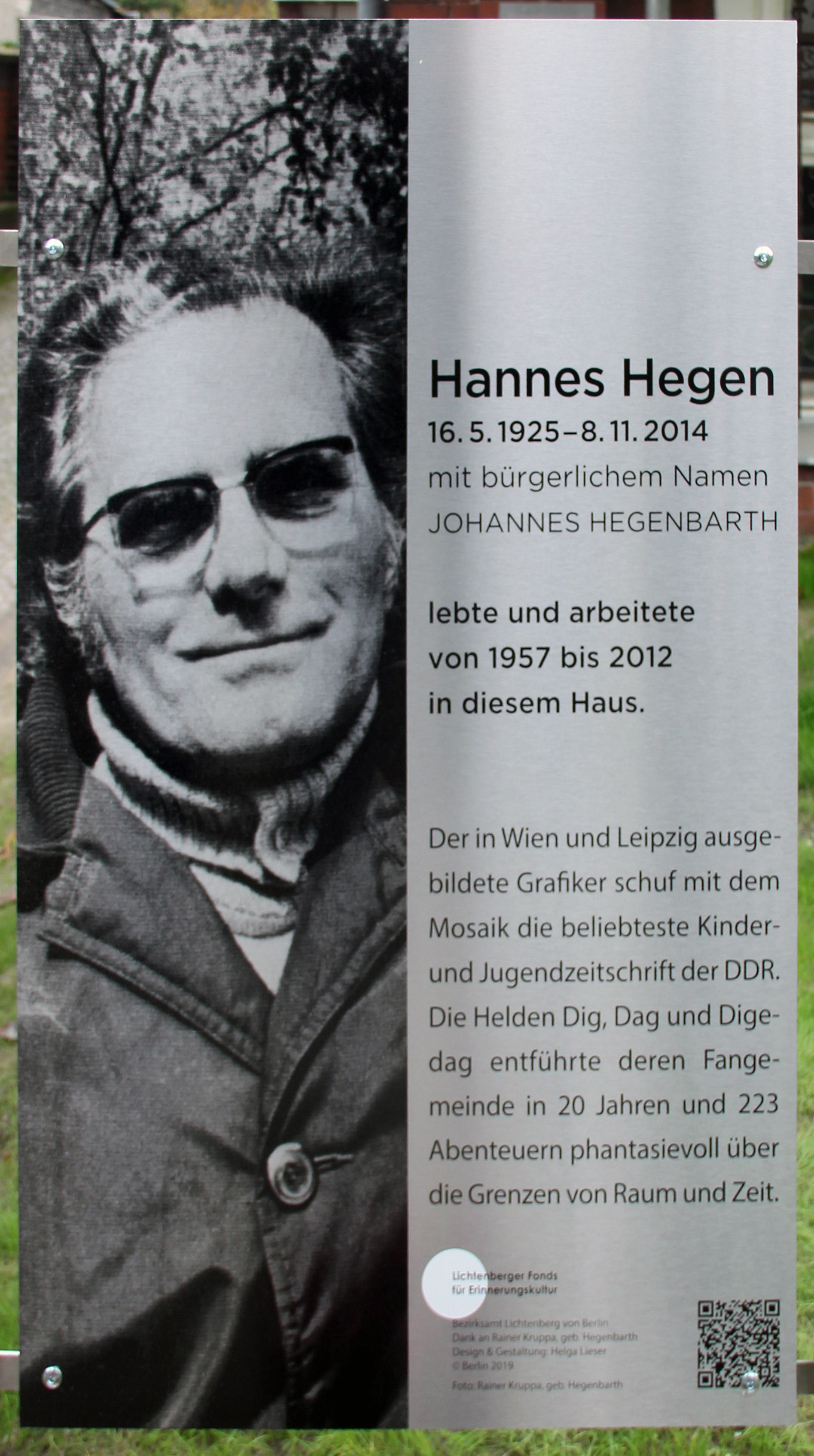
Hannes Hegen (1925–2014)

- Hegen, Josef (1907–1969), deutscher Politiker (KPČ, SED)
- Hegen, Manuel (* 1992), deutscher Fußballspieler
- Hegenauer, Anja Maike (* 1992), deutsche Fußballspielerin
- Hegenauer, Felizian (* 1692), österreichischer Bildhauer
- Hegenbart, Christoph (* 1986), deutscher Fußballspieler
- Hegenbart, Fritz (1864–1943), österreichischer Maler, Grafiker, Radierer und Bildhauer
- Hegenbart, Paul (1884–1945), deutscher Widerstandskämpfer gegen den Nationalsozialismus
- Hegenbarth, Edith (1925–2008), deutsche Kostümbildnerin und Comiczeichnerin
- Hegenbarth, Emanuel (1868–1923), deutscher Maler und Zeichner
- Hegenbarth, Ernst (1867–1944), österreichischer Bildhauer
- Hegenbarth, František (1818–1887), tschechischer Cellist und Musikpädagoge
- Hegenbarth, Josef (1884–1962), deutscher Grafiker und Maler
- Hegenbarth, Jürgen (* 1968), deutscher Tischtennisspieler
- Hegenbarth, Olaf (* 1977), deutscher Skispringer und Skisprungtrainer
- Hegenbarth, Wolke (* 1980), deutsche SchauspielerinWolke Hegenbarth (* 1980)

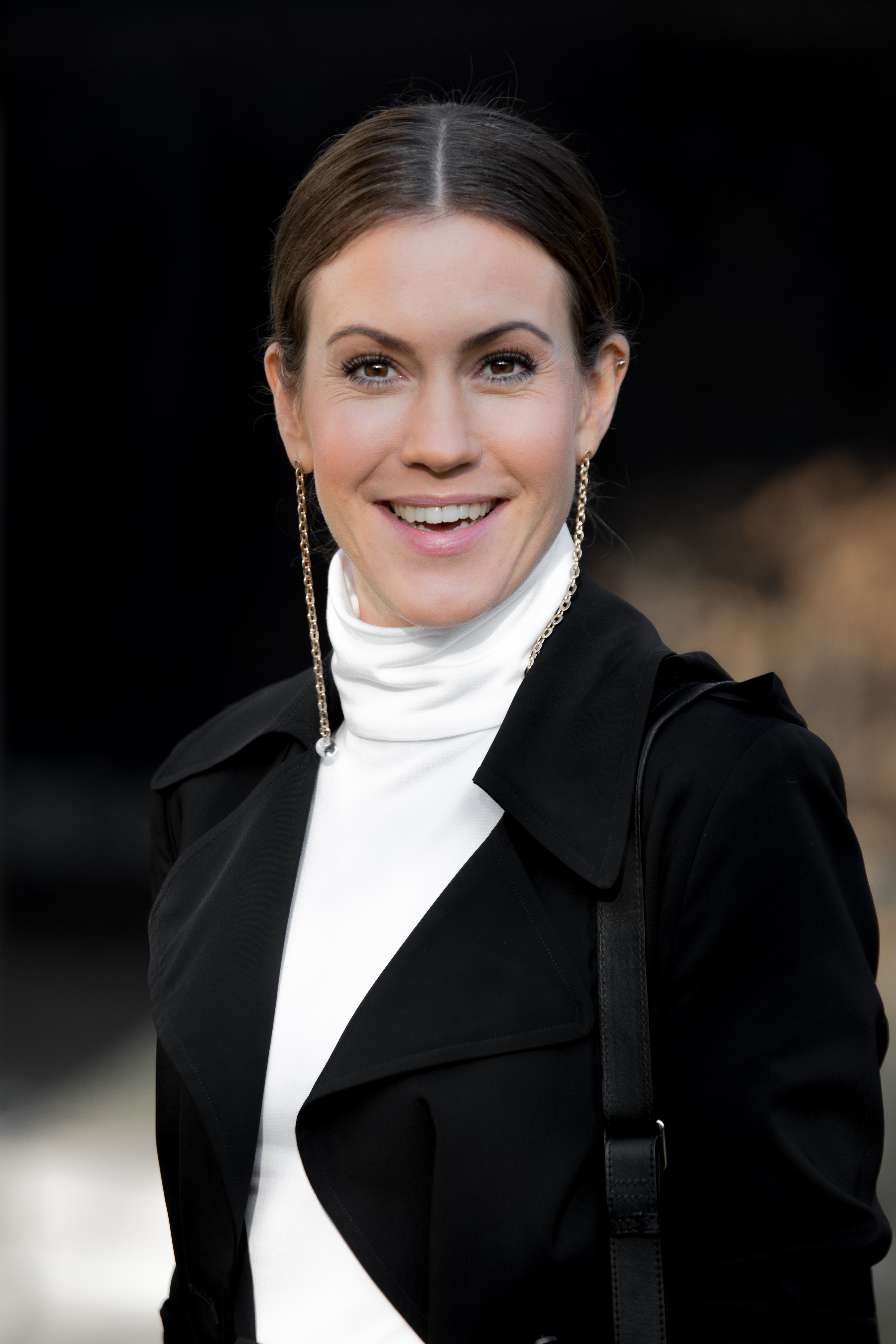
Wolke Hegenbarth (* 1980)

- Hegenberg, Jan (* 1976), deutscher Musiker
- Hegendorf, Christoph († 1540), humanistischer Dichter, lutherischer Theologe und Jurist
- Hegener, Eva (* 1961), deutsche Hockeyspielerin
- Hegener, Guido (* 1984), deutscher Shorttracker
- Hegener, Heinrich (1906–1984), deutscher Romanist, Kulturhistoriker und Tourismus-Unternehmer
- Hegener, Nicole (1966–2021), deutsche Kunsthistorikerin
- Hegener, Richard von (1905–1981), deutscher Hauptstellenleiter in der Kanzlei des Führers, mitverantwortlich für die Organisation des nationalsozialistischen „Euthanasie“-Programms
- Hegenkötter, Beatrix (* 1975), deutsche Politikerin (SPD), MdL
- Hegenmüller, Johann Ruprecht (1572–1633), niederösterreichischer Land-Untermarschall
- Hegenscheidt, Carl August Wilhelm (1823–1891), deutscher Unternehmer
- Hegenscheidt, Friedrich (1870–1954), deutscher Jurist, Landrat und Politiker, MdR
- Hegenscheidt, Hans (1903–1947), deutscher KZ-Wächter im KZ Mauthausen
- Hegenscheidt, Rudolf (1859–1908), deutscher Eisenindustrieller
- Hegenscheidt, Wilhelm (1861–1895), deutscher Eisenindustrieller
- Hegenwald, Erhard, Kirchenlieddichter und Reformator
- Heger, Adrian (* 1981), deutscher Pianist und Dirigent
- Heger, Altfrid (* 1958), deutscher Rennfahrer
- Heger, Annie (* 1983), deutsche Sängerin, Schauspielerin, Autorin und ModeratorinAnnie Heger (* 1983)

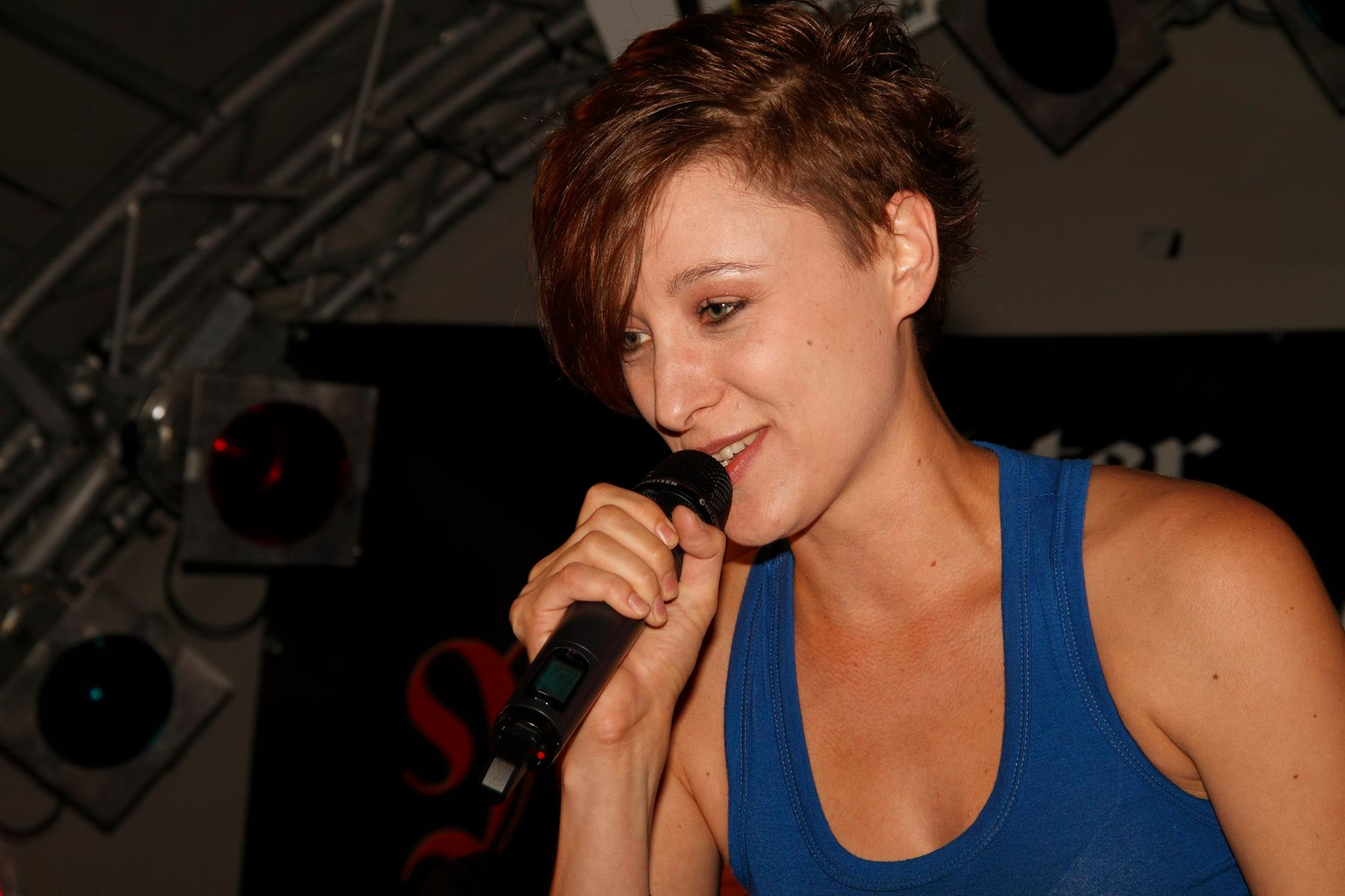
Annie Heger (* 1983)

- Heger, Anton (1887–1964), deutscher Forstwissenschaftler
- Heger, Dionysius Franz (1887–1945), österreichisch-tschechisch-deutscher Zisterzienser und Opfer von Internierung und Zwangsarbeit
- Heger, Eduard (* 1976), slowakischer Politiker
- Heger, Erich (1906–1990), deutscher Jurist, Rechtsanwalt und Landrat
- Heger, Eugen Rudolf (1892–1954), österreichischer Architekt
- Heger, Ferdinand (1920–1976), österreichischer Feuerwehrfunktionär
- Heger, Franz (1792–1836), deutscher Architekt und hessischer Baubeamter
- Heger, Franz (1853–1931), österreichischer Ethnologe
- Heger, Franz (1898–1989), deutscher Intendanzrat, NSDAP-Funktionär und Kommunalpolitiker
- Heger, Friedrich Anton Otto Maria (* 1865), deutscher Oberpostdirektor und Präsident der Oberpostdirektionen in Frankfurt an der Oder und Hannover
- Heger, Gernot (* 1943), deutscher Mineraloge und Kristallograph
- Heger, Grete (1916–2007), österreichische Schauspielerin
- Heger, Günter (1942–2020), deutscher Handballspieler
- Heger, Hans (1915–1993), österreichischer Politiker (ÖVP), Vorsitzender des Bundesrates
- Heger, Hans-Jakob (* 1938), deutscher Industrieunternehmer
- Heger, Hedwig (* 1933), österreichische Germanistin
- Heger, Heinrich (1832–1888), deutsch-dänischer Architekturmaler
- Heger, Heinz (1914–1978), österreichischer Schriftsteller
- Heger, Heinz (1932–2000), deutscher Holzkünstler
- Heger, Hilde (1899–1998), österreichische bildende Künstlerin
- Heger, Ignaz (1824–1880), österreichischer Mediziner, Techniker und Hochschullehrer
- Heger, Ignaz Jacob (1808–1854), österreichischer Stenograph
- Heger, Josef (1893–1952), österreichischer Politiker (SDAP), Landtagsabgeordneter
- Heger, Karin (* 1953), deutsche Juristin, Richterin am Bundesfinanzhof a. D.
- Heger, Karl (1906–1996), jugoslawischer KZ-Lagerkommandant
- Heger, Karl Robert (1884–1962), deutscher Fußballspieler
- Heger, Klaus (1927–1993), deutscher Romanist und Sprachwissenschaftler
- Heger, Leoš (* 1948), tschechischer Politiker, Mitglied des Abgeordnetenhauses
- Heger, Martin (* 1968), deutscher Jurist und Hochschullehrer
- Heger, Mary Lea (1897–1983), amerikanische Astronomin
- Heger, Melchior (1522–1568), deutscher Kantor, Thomaskantor
- Heger, Moritz (* 1971), deutscher Schriftsteller
- Heger, Norbert (* 1939), österreichischer Provinzialrömischer Archäologe
- Heger, Peter (* 1956), österreichischer Politiker (SPÖ), Landtagsabgeordneter
- Heger, Robert (1886–1978), deutscher Dirigent, Komponist und Hochschullehrer
- Heger, Swetlana (* 1968), tschechische Künstlerin
- Heger, Waldemar (1919–2007), jugoslawiendeutscher KZ-Lagerkommandant
- Heger, Wanda (1921–2017), norwegische Retterin skandinavischer Gefangener in Deutschland
- Heger, Werner (* 1942), deutscher Kugelstoßer
- Heger, Wilhelm (* 1904), deutscher Haarwasserfabrikant
- Heger-Gasser, Eugénie (* 1861), österreichische akademische Porträtmalerin
- Hegerberg, Ada (* 1995), norwegische FußballspielerinAda Hegerberg (* 1995)

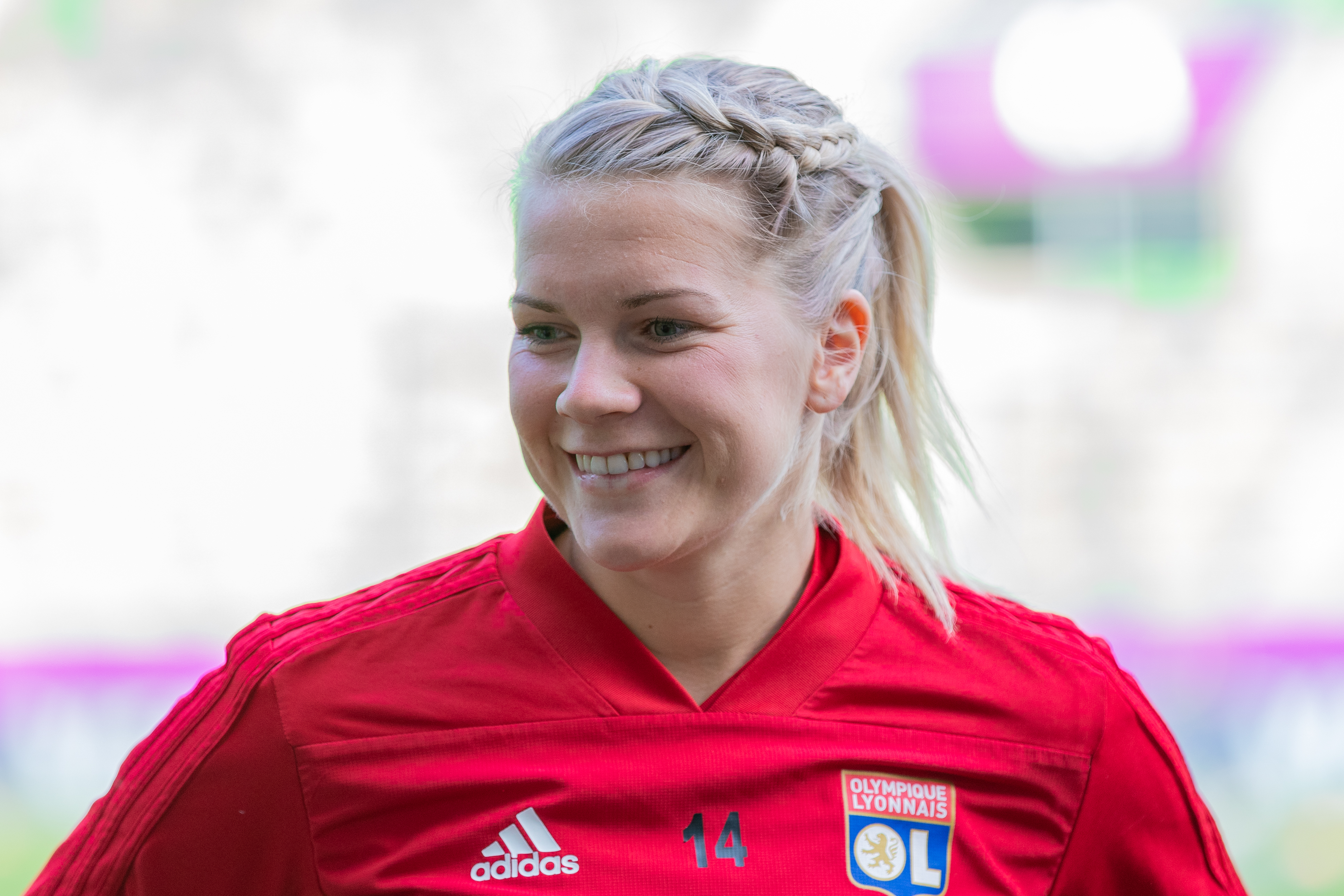
Ada Hegerberg (* 1995)

- Hegerberg, Andrine (* 1993), norwegische Fußballspielerin
- Hegering, Heinz-Gerd (* 1943), deutscher Informatiker
- Hegering, Marina (* 1990), deutsche FußballspielerinMarina Hegering (* 1990)

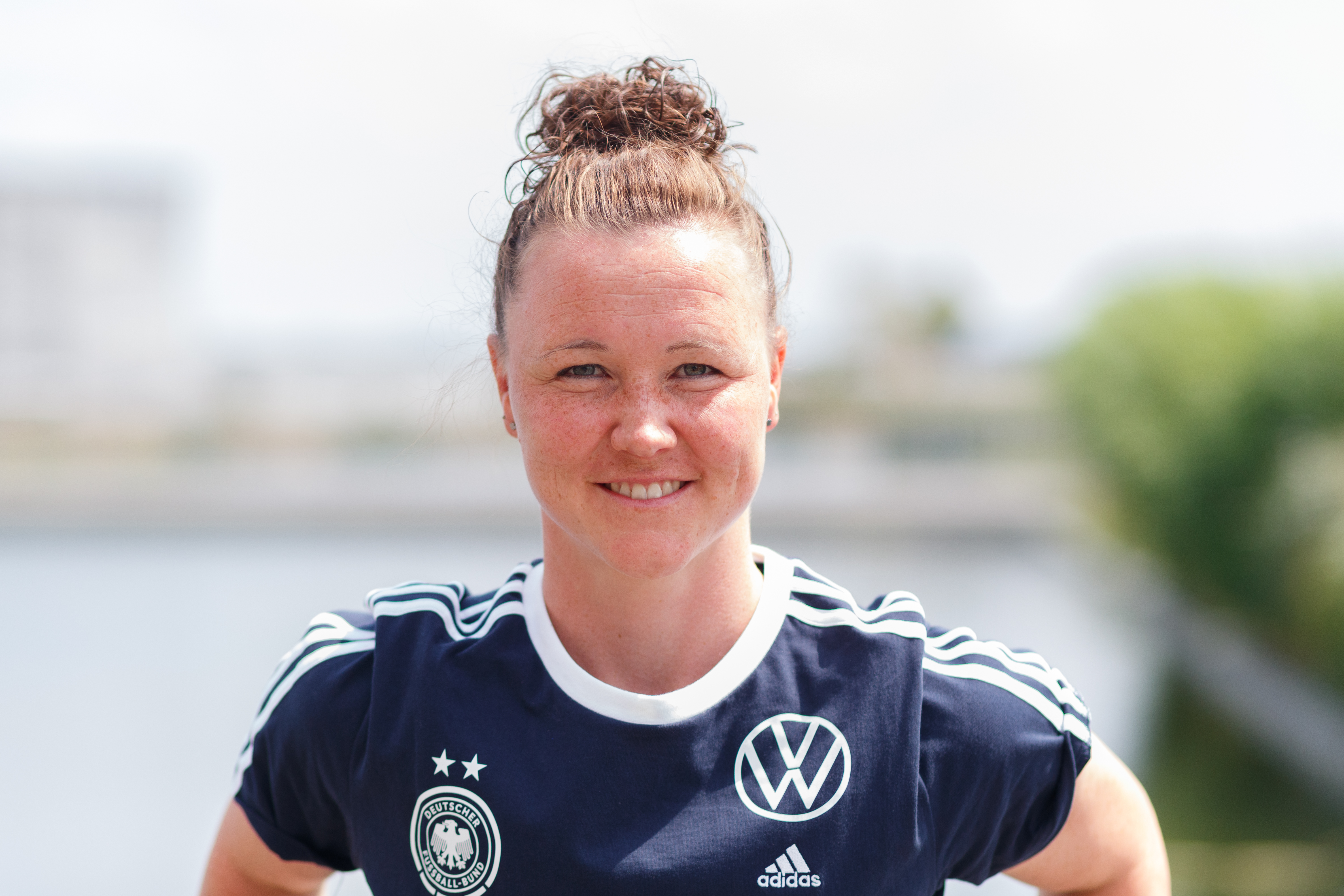
Marina Hegering (* 1990)

- Hegerl, Gabriele Clarissa (* 1962), deutsche Klimatologin
- Hegerl, Ulrich (* 1953), deutscher Psychiater und Vorsitzender der Stiftung Deutsche Depressionshilfe
- Hegerland, Anita (* 1961), norwegische Sängerin
- Hegerlíková, Antonie (1923–2012), tschechoslowakische bzw. tschechische Schauspielerin
- Hegermann, Diderich (1763–1835), Offizier in der norwegischen Armee, Kriegsminister
- Hegermann, Harald (1922–2004), deutscher evangelischer Theologe
- Hegermann, Tom (* 1960), deutscher Moderator und freier Journalist
- Hegermann-Lindencrone, Effie (1860–1945), dänische Keramikerin und Porzellanmalerin
- Hegerová, Hana (1931–2021), slowakische Chansonsängerin und Schauspielerin
- Hegerty, Francis (* 1982), australischer Ruderer
- Hegesa, Grit (1891–1972), deutsche Tänzerin und Stummfilmschauspielerin
- Hegesandros, griechischer Historiker
- Hegesianax, antiker griechischer Diplomat, Historiker, Dichter und Grammatiker
- Hegesias Peisithanatos, griechischer antiker Philosoph
- Hegesias von Magnesia, griechischer Rhetor, Schriftsteller und Historiker
- Hegesiboulos I, attischer Töpfer
- Hegesiboulos II, attischer Töpfer
- Hegesiboulos-Maler, attischer Vasenmaler
- Hegesilochos, Dynast von Rhodos
- Hegesinus von Pergamon, antiker griechischer Philosoph
- Hegesippus, christlicher Kirchenhistoriker
- Hegetschweiler, Emil (1887–1959), Schweizer Kabarettist und Schauspieler
- Hegetschweiler, Johannes (1789–1839), Schweizer Mediziner, Botaniker und Politiker
- Hegetschweiler, Kaspar (* 1954), Schweizer Chemiker
- Hegewald, Andreas (* 1953), deutscher Maler und Grafiker
- Hegewald, Hans-Joachim (1930–2010), deutscher Schauspieler
- Hegewald, Heidrun (* 1936), deutsche Malerin, Graphikerin und Zeichnerin
- Hegewald, Helmar (* 1941), deutscher Hochschullehrer für marxistisch-leninistische Ethik und Politiker (SED, PDS), MdV, MdL
- Hegewald, Julia A. B. (* 1971), deutsche Kunsthistorikerin
- Hegewald, Liddy (1884–1950), deutsche Filmproduzentin
- Hegewald, Max (* 1991), deutscher Schauspieler
- Hegewald, Michael (* 1955), deutscher Maler und Grafiker
- Hegewald, Moritz (* 1981), deutscher Schauspieler
- Hegewald, Reinhard (* 1964), deutscher Kommunal- und Landespolitiker (CDU), MdL
- Hegewald, Tobias (* 1989), deutscher Automobilrennfahrer
- Hegewald, Wolfgang (* 1952), deutscher Schriftsteller
- Hegewald, Zacharias († 1639), deutscher Bildhauer
- Hegewisch, Clementina (* 1959), deutsche Filmproduzentin
- Hegewisch, Dietrich Hermann (1740–1812), deutscher Historiker
- Hegewisch, Ernst (1881–1963), deutscher Jurist
- Hegewisch, Franz Hermann (1783–1865), deutscher Arzt, Autor und Politiker
- Hegewisch, Helga (* 1931), deutsche Schriftstellerin und Kunstsammlerin
- Hegewisch, Lotte (1822–1903), deutsche Schriftstellerin

### Hegg
- Hegg, Eric A. (1867–1947), schwedisch-US-amerikanischer Fotograf
- Hegg, Jean-Jacques (1930–2021), Schweizer Politiker (SD) und Journalist
- Hegg, Johan (* 1973), schwedischer Musiker und SchauspielerJohan Hegg (* 1973)

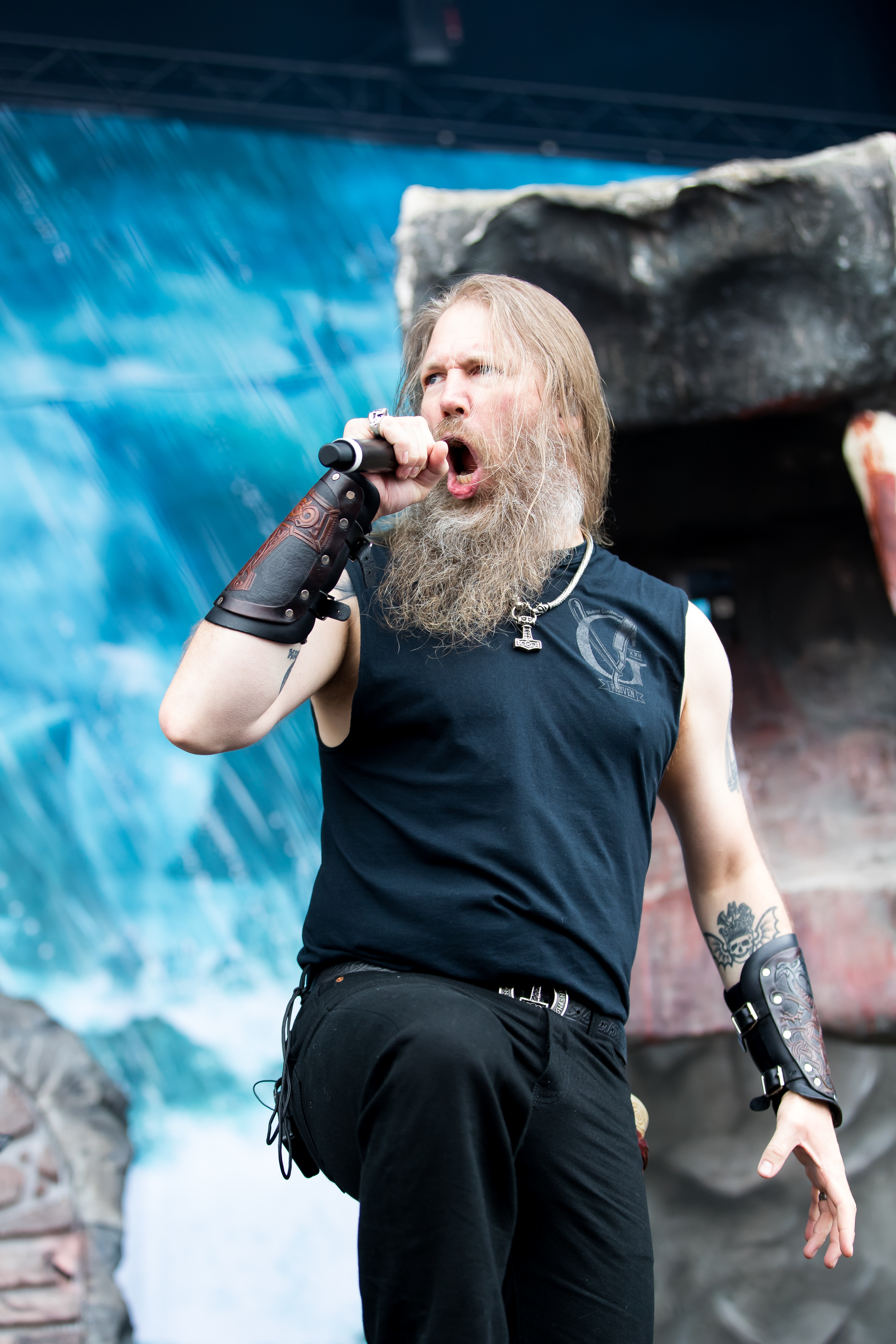
Johan Hegg (* 1973)

- Hegg, Jon-Hermann (* 1999), norwegischer Sportschütze
- Hegg, Steve (* 1963), US-amerikanischer Radsportler
- Hegg-Lunde, Øyvind (* 1982), norwegischer Jazzmusiker (Schlagzeug, Perkussion, Komposition)
- Hegge, Christoph (* 1962), deutscher Geistlicher, römisch-katholischer Weihbischof in Münster
- Hegge, Inger Lise (* 1965), norwegische Skilangläuferin
- Hegge, Jacob, lutherischer Theologe und Reformator
- Hegge, Noah (* 1999), deutscher Kanute
- Hegge, Ole (1898–1994), norwegischer Skilangläufer
- Heggebø, Aune (* 2001), norwegischer Fußballspieler
- Heggelbacher, Othmar (1912–1997), deutscher Kirchenrechtler
- Heggelin, Ignaz Valentin (1738–1801), katholischer Theologe und Priester
- Heggelund, Stefan (* 1984), norwegischer Politiker
- Heggem, Vegard (* 1975), norwegischer Fußballspieler
- Heggen, Henry (* 1955), deutscher Blues-Interpret
- Heggen, Lambert van der († 1491), Priester und Generalvikar in Köln
- Hegger, Josef (* 1954), deutscher Bauingenieur
- Hegger, Manfred (1946–2016), deutscher Architekt
- Hegghe, Gottfried de, deutscher Theologe und Kölner Professor des späten Mittelalters
- Heggie, Jake (* 1961), US-amerikanischer Komponist
- Heggie, O. P. (1877–1936), australischer Theater- und Filmschauspieler
- Heggli, Bendik Jakobsen (* 2001), norwegischer Skispringer
- Heggli, Daniel (* 1962), Schweizer Radrennfahrer
- Hegglin, Franz Joseph (1810–1861), Schweizer Politiker aus dem Kanton Zug
- Hegglin, Karl (1909–2002), Schweizer Ringer und Schwinger
- Hegglin, Peter (* 1960), Schweizer Politiker (CVP), Landammann von Zug
- Hegglin, Robert (1907–1969), Schweizer Internist und Kardiologe
- Hegglin, Salome (* 1999), Schweizer Unihockeyspielerin
- Heggø, Ingrid (* 1961), norwegische Politikerin
- Heggtveit, Anne (* 1939), kanadische Skirennläuferin

### Hegh
- Hegh, Hanne (* 1960), norwegische Handballspielerin und -trainerin
- Heghmanns, Michael (* 1957), deutscher Jurist und Hochschullehrer

### Hegi
- Hegi, Franz (1774–1850), Schweizer Maler und Kupferstecher
- Hegi, Gustav (1876–1932), Schweizer Botaniker
- Hegi, Hugo von, letzter Vertreter des Adelsgeschlechts
- Hegi, Johann-Salomon (1814–1896), Schweizer Landschafts- und Genremaler sowie Zeichner und Karikaturist
- Hegi, Oliver (* 1993), Schweizer Kunstturner
- Hegi, Ursula (* 1946), deutsch-amerikanische Autorin
- Hegi-Naef, Friedrich (1878–1930), Schweizer Archivar, Privatdozent, Heraldiker, Genealoge und Burgenforscher
- Hegias, antiker griechischer Philosoph
- Hegias, attischer Bildhauer des Strengen Stils
- Hegias, griechischer Vasenmaler
- Heginger, Agnes (* 1973), österreichische Sängerin und Komponistin
- Hegius, Alexander († 1498), deutscher Humanist

### Hegl
- Hegler, Alfred (1863–1902), deutscher Theologe und Hochschullehrer
- Hegler, August (1873–1937), deutscher Jurist, Hochschullehrer und Kanzler an der Universität Tübingen
- Hegler, Carl (1878–1943), deutscher Internist
- Hegley, John (* 1953), englischer Dichter
- Heglund, Knud (1894–1960), dänischer Schauspieler
- Heglund, Lili (1904–1992), dänische Schauspielerin
- Heglund, Nina (* 1993), norwegisch-britische Handballspielerin

### Hegm
- Hegmann, Eric (* 1966), deutscher Paartherapeut und Autor
- Hegmann, Heinrich (1885–1970), deutscher Politiker (CDU), MdL

### Hegn
- Hegnauer, Cyril (1921–2016), Schweizer Rechtswissenschaftler
- Hegnauer, Idy (1909–2006), Schweizer Krankenschwester und Friedensaktivistin
- Hegnauer, Ralph (1910–1997), Schweizer Friedensaktivist
- Hegnauer, Robert (1919–2007), Schweizer Botaniker und Chemiker
- Hegnauer-Denner, Elsa (1917–2008), Schweizer Bildhauerin, Zeichnerin, Malerin, Illustratorin, Performerin und Aktionkünstlerin
- Hegnenberg, Georg von, deutscher Ritter und Statthalter der Festung Ingolstadt
- Hegnenberg-Dux, Friedrich von (1810–1872), bayerischer Grundbesitzer und Politiker
- Hegner, Anna (1881–1963), Schweizer Geigerin, Komponistin und Musikpädagogin
- Hegner, Carl August (1880–1964), Schweizer Augenarzt
- Hegner, Jakob (1882–1962), österreichischer Drucker, Verleger und Übersetzer
- Hegner, Jakob, deutscher Musiker (Schlagzeug, Perkussion)
- Hegner, Jakob Meinrad (1813–1879), Schweizer Politiker
- Hegner, Johannes (1924–1979), deutscher Maler, Grafiker und Restaurator
- Hegner, Kurt (1882–1949), deutscher Ingenieur und Rationalisierungsfachmann
- Hegner, Otto (1876–1907), Schweizer Pianist, Komponist und Pädagoge
- Hegner, Otto (* 1935), deutscher Brigadegeneral des Heeres der Bundeswehr
- Hegner, Salomon (1789–1869), Schweizer Ingenieur
- Hegner, Ulrich (1759–1840), Schweizer Schriftsteller
- Hégner-Tóth, Jenő (1892–1915), ungarischer Wasserballspieler und Schwimmer

### Hegr
- Hegre, Petter (* 1969), norwegischer Fotograf und Regisseur
- Hegreberg, Morten (* 1977), norwegischer Radrennfahrer
- Hegreberg, Roy (* 1981), norwegischer Radrennfahrer

### Hegs
- Hegselmann, Rainer (* 1950), deutscher Philosoph
- Hegseth, Morten (* 1986), norwegischer Journalist
- Hegseth, Pete (* 1980), US-amerikanischer Politiker, Verteidigungsminister, Fernsehkommentator, Autor und Offizier der Heeres-NationalgardePete Hegseth (* 1980)

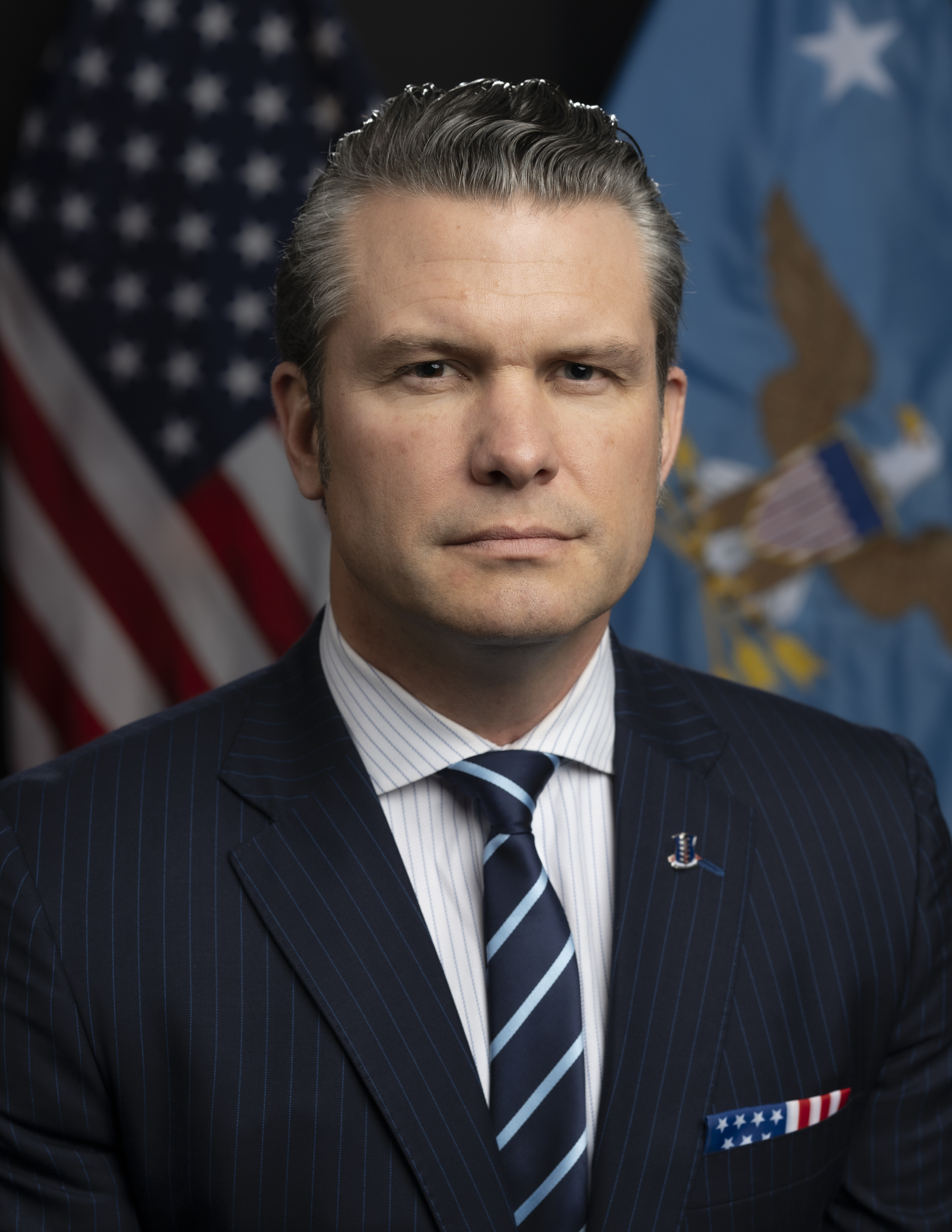
Pete Hegseth (* 1980)

- Hegstad, Birthe (* 1966), norwegische Fußballspielerin
- Hegstrand, Michael (1957–2003), US-amerikanischer Wrestler

### Hegt
- Hegtun, Halfdan (1918–2012), norwegischer Politiker, Mitglied des Storting, Journalist und Autor

### Hegu
- Heguy, Bautista (* 1970), argentinischer Polospieler
- Heguy, Juan, uruguayischer Fußballspieler

### Hegy
- Hegyeshalmy, Lajos (1862–1925), ungarischer Politiker und Handelsminister (1920–22)
- Hegyesi, Lotte (* 1893), deutsch-ungarische Cellistin und Musikpädagogin
- Hegyi, Gábor (* 1980), ungarischer Barocktrompeter
- Hegyi, Lóránd (* 1954), ungarischer Kunsthistoriker und Kurator
- Hegyi, Stephan (* 1998), österreichischer Judoka
- Hegylos, griechischer Holzschnitzer
- Hegyvary, Adrian (* 1984), US-amerikanisch-ungarischer Radsportler